# أريك جونسون
أريك جونسون (بالإنجليزية: Eric Johnson) (و. 1954  م) هو عازف قيثارة، ولاعب كرة السلة، وموسيقي، وكاتب أغاني، ومنتج أسطوانات، وعازف قيثارة جاز أمريكي، ولد في أوستن، تكساس.

## التعليم
تعلم في جامعة تكساس في أوستن.

## روابط خارجية
- أريك جونسون على موقع ميوزك برينز (الإنجليزية)
- أريك جونسون على موقع إن إن دي بي (الإنجليزية)
- أريك جونسون على موقع أول ميوزيك (الإنجليزية)
- أريك جونسون على موقع ديسكوغز (الإنجليزية)